# Michael Stegemann
Pour les articles homonymes, voir Stegemann.
Michael Stegemann est un musicologue et compositeur allemand né le 27 mars 1956 à Osnabrück.

## Biographie
Michael Stegemann naît le 27 mars 1956 à Osnabrück.
Il suit à partir de 1972 des cours de composition auprès de Gottfried von Einem et étudie entre 1974 et 1982 à Münster, la musicologie avec Maria Elisabeth Brockhoff et Klaus Wolfgang Niemöller, ainsi que la philologie romane, la philosophie et l'histoire de l'art,.
En 1976 et 1977, il étudie au Conservatoire national supérieur de musique de Paris, avec Olivier Messiaen en composition et Yves Gérard en musicologie.
En 1981, Michael Stegemann obtient son doctorat avec une thèse sur « Camille Saint-Saëns et le concerto pour soliste français de 1850 à 1920 »,.
Entre 1981 et 1986, il est rédacteur à la Neue Zeitschrift für Musik et enseigne à l'université de Münster,.
De 1986 à 2001, il travaille comme compositeur, écrivain, auteur pour la radio et metteur en scène,. Comme compositeur, il est notamment distingué par la GEMA lors du Forum des jeunes compositeurs pour son œuvre orchestrale Carceri d'invenzione.
En 2002, il est nommé à la chaire de musicologie historique de l'Université technique de Dortmund. À l'université, il crée une Licence de journalisme musical,.
Depuis 2016, Michael Stegemann est responsable pour les éditions Bärenreiter de l'édition critique des œuvres instrumentales complètes de Camille Saint-Saëns.
En 2016, il est nommé chevalier des Arts et des Lettres,.